# AT 2021lwx
AT 2021lwx (явище також відоме як ZTF20abrbeie або «Страшна Барбі») — найенергетичніша неквазарна оптична перехідна астрономічна подія, яка коли-небудь спостерігалася, з піковою яскравістю 7 × 10 45 ерг за секунду (ерг/с) і загальною випромінюваною енергією понад 1,5 × 10 53 ерг протягом трьох років. Подія вперше була ідентифікована на зображеннях, отриманих 13 квітня 2021 року за допомогою астрономічного знімання Zwicky Transient Facility (ZTF). Вважається, що явище пов'язано з акрецією матерії в надмасивну чорну діру (НМЧД), важчу за сто мільйонів сонячних мас (M☉). Червоний зсув події дорівнює z=0,9945, що поміщає її на відстань приблизно восьми мільярдів світлових років від Землі в сузір'ї Лисичка. Жодної материнської галактики не виявлено.
Примусова фотометрія попередніх зображень ZTF показала, що об'єкт AT 2021lwx вже почав світлішати 16 червня 2020 року як ZTF20abrbeie. Його також було виявлено незалежно в даних системи останнього сповіщення про зіткнення з астероїдами (ATLAS) як ATLAS20bkdj і телескопа панорамного огляду та системи швидкого реагування (Pan-STARRS) як PS22iin. В обсерваторії Ніла Герельса Свіфта рентгенівські спостереження проводилися за допомогою рентгенівського телескопа (XRT), а ультрафіолетові — за допомогою ультрафіолетового оптичного телескопа (UVOT).
Субраян та інші спочатку інтерпретували це як подію приливного руйнування між надмасивною чорною дірою (~10 8 M☉) і масивною зіркою (~14 M☉). Вайсман та інші не сприймають цю інтерпретацію, і натомість вважають, що найбільш імовірним сценарієм є «раптова аккреція великої кількості газу, потенційно гігантської молекулярної хмари» (~1000 M☉) на надмасивну чорну діру (>10 8 M☉).
Теоретична маса надмасивної чорної діри, заснована на відношенні світла до маси, становить приблизно 100 мільйонів — 1 мільярд сонячних мас, враховуючи яскравість, яка спостерігається. Проте теоретична межа для акреційної надмасивної чорної діри становить 100 мільйонів сонячних мас.